# Кунбаја
Кунбаја (мађ. Kunbaja) је село у Мађарској, јужном делу државе. Село управо припада Бачалмашком срезу Бач-Кишкунске жупаније, са седиштем у Кечкемету.

## Природне одлике
Насеље Кунбаја налази у крајње јужном делу Мађарске, уз државну границу са Србијом.
Историјски гледано, село припада крајње северном делу Бачке, који је остало у оквирима Мађарске (тзв. „Бајски троугао”). Подручје око насеља је равничарско (Панонска низија), приближне надморске висине око 130 m. Око насеља се пружа Телечка пешчара.

## Становништво
Према подацима из 2013. године Кунбаја је имала 1.562 становника. Последњих година број становника опада.
Претежно становништво у насељу су Мађари римокатоличке вероисповести. Почетком 20. века Немци су чинили већину сеоског становништва.